# Maximilian Leopold Moltke
Maximilian Leopold Moltke (* 18. September 1819 in Küstrin; † 19. Januar 1894 in Leipzig) war ein deutscher Dichter und Publizist.
Moltkes Vater Gustav Ludwig entstammte einer außerehelichen Verbindung des Leutnants Carl Gustav Ludwig von Moltke (1754–1838), späteren mecklenburgisch-strelitzischen Kammerherrn und Oberjägermeisters. Gustav Ludwig heiratete die Tochter eines begüterten Küstriner Zimmermeisters und wurde Stadtrat in Küstrin, starb jedoch, als Maximilian Leopold noch ein Kind war.
Maximilian Leopold besuchte die Lateinschule seiner Vaterstadt. Danach ging er in Berlin in die Lehre, zuerst in einem Kolonialwarengeschäft, dann in eine Sortimentsbuchhandlung. Nach Beendigung der Lehre war er in Frankfurt (Oder) Buchhandlungsgehilfe.
Er ging nach Kronstadt in Siebenbürgen und wurde bald Redakteur des Siebenbürgischen Wochenblattes. Hier dichtete Moltke im Mai 1846 das Siebenbürgenlied. Im Mai 1849 verließ er Siebenbürgen und trat als Leutnant in die Honved-Armee des Generals Józef Bem ein. Er nahm am 13. August 1849 an der Schlacht bei Șiria (ungar. Világos) teil und geriet in russische, danach österreichische Gefangenschaft. Nach knapp dreijähriger Gefangenschaft in Triest kam er wieder frei und ging über Wien und Küstrin nach Berlin (1852) zurück.
Er gab die Zeitschrift Deutscher Sprachwart, Zeitschrift für Kunde und Kunst, Hege und Pflege, Schirm und Schutz unserer Muttersprache heraus, die in neun Jahrgängen erschien. Für Bettina von Arnim bereitete er die Herausgabe ihrer sämtlichen Werke vor.
1864 zog Moltke nach Leipzig um. Hier gab er eigene oder von ihm bearbeitete Shakespeare-Übersetzungen heraus. 1884 erhielt Moltke bei der Handelskammer in Leipzig den Posten des ersten Bibliothekars, den er bis ins hohe Alter ausübte.
Maximilian Leopold Moltke wurde auf dem Johannisfriedhof in Leipzig begraben.

## Werke
- Heideblümchen. Gedichte. Frankfurt (Oder) 1841.
- William Shakespeare's sämmtliche Werke. Leipzig 1864. (Hrsg.)
- Was die deutsche Mutter ihrem Kindlein singt. Wiegenlieder. 1869.
- Blüthenstrauß deutscher Dialekt-Dichtung. 1879.